# Инанли (вилает Родосто)
Вижте пояснителната страница за други значения на Инанли.
Инанли (на турски: İnanlı)е село в Източна Тракия, Турция, Вилает Родосто.

## История
При избухването на Балканската война в 1912 година един жител на село Инанли е доброволец в Македоно-одринското опълчение.

## Личности
Родени в Инанли
- Петър Киров, македоно-одрински опълченец, 8 костурска дружина[2]